# Tour de Catalogne 1947
Le Tour de Catalogne 1947 est la 27e édition du Tour de Catalogne, une course cycliste par étapes en Espagne. L’épreuve se déroule sur 9 étapes entre le 7 et le 14 septembre 1947, sur un total de 1 357 km. Le vainqueur final est l'Espagnol Emilio Rodríguez, il devance Miguel Gual, et Georges Aeschlimann.
Cette édition coïncide avec le 25e anniversaire de l'UE Sants, l'organisateur de la course. Cette édition est considérée comme très difficile. Les bonifications sont distribuées aux vingt premiers cyclistes passant au sommet de chaque col.
La course est dominée par les cyclistes de l'UE Sants. L'étape clé est la troisième, lorsqu'Emilio Rodriguez et Miquel Gual s'échappent et prennent plus de quinze minutes d'avance à l'arrivée à Figueras. Le général s'est donc joué entre les deux coéquipiers. Rodriguez remporte l'épreuve, ainsi que le classement de la montagne.
Miguel Poblet gagne ses premières étapes dans la "Volta".

## Étapes
| Étape | Date         | Parcours                | km    | Vainqueur d’étape      | Leader du classement général |
| ----- | ------------ | ----------------------- | ----- | ---------------------- | ---------------------------- |
| 1e    | 7 septembre  | Montjuïc - Montjuïc     | 46,0  | Antonio Gelabert (ESP) | Antonio Gelabert (ESP)       |
| 2e    | 7 septembre  | Barcelone - Vic         | 109,0 | Miguel Poblet (ESP)    | Miguel Poblet (ESP)          |
| 3e    | 8 septembre  | Vic - Figueres          | 126,0 | Emilio Rodríguez (ESP) | Emilio Rodríguez (ESP)       |
| 4e    | 9 septembre  | Figueres - Berga        | 174,0 | Miguel Gual (ESP)      | Miguel Gual (ESP)            |
| 5e    | 10 septembre | Berga - Seu d'Urgell    | 159,0 | Pere Font (ESP)        | Emilio Rodríguez (ESP)       |
| 6e    | 11 septembre | Seu d'Urgell - Igualada | 177,0 | Miguel Gual (ESP)      | Emilio Rodríguez (ESP)       |
| 7e    | 12 septembre | Igualada - Tortosa      | 207,0 | Miguel Poblet (ESP)    | Emilio Rodríguez (ESP)       |
| 8e    | 13 septembre | Tortosa - Tarragone     | 208,0 | Miguel Gual (ESP)      | Emilio Rodríguez (ESP)       |
| 9e    | 14 septembre | Tarragone - Barcelone   | 148,0 | Miguel Poblet (ESP)    | Emilio Rodríguez (ESP)       |

### Étape 1. Barcelone - Barcelone. 46,0 km
|   | Cycliste         | Équipe          | Temps           |
| - | ---------------- | --------------- | --------------- |
| 1 | Antonio Gelabert | Daltón Auto     | 1 h 13 min 15 s |
| 2 | Bernardo Ruiz    | UE Sants        | m.t.            |
| 3 | José Serra Gil   | C.C. Barcelonès | + 14 s          |

|   | Cycliste         | Équipe          | Temps           |
| - | ---------------- | --------------- | --------------- |
| 1 | Antonio Gelabert | Daltón Auto     | 1 h 13 min 15 s |
| 2 | Bernardo Ruiz    | UE Sants        | m.t.            |
| 3 | José Serra Gil   | C.C. Barcelonès | + 14 s          |

### Étape 2. Barcelone - Vic. 109,0 km
|   | Cycliste      | Équipe              | Temps           |
| - | ------------- | ------------------- | --------------- |
| 1 | Miguel Poblet | UE Sants            | 3 h 12 min 15 s |
| 2 | Jacques Geus  | Fútbol de Sobremesa | + 1 s           |
| 3 | Joan Gimeno   | Chicles Tabay       | m.t.            |

|   | Cycliste          | Équipe              | Temps           |
| - | ----------------- | ------------------- | --------------- |
| 1 | Miguel Poblet     | UE Sants            | 4 h 25 min 59 s |
| 2 | Jacques Geus      | Fútbol de Sobremesa | + 17 s          |
| 3 | Celestino Camilla | Galindo             | + 18 s          |

### Étape 3. Vic - Figueres. 126,0 km
|   | Cycliste         | Équipe        | Temps           |
| - | ---------------- | ------------- | --------------- |
| 1 | Emilio Rodríguez | UE Sants      | 3 h 47 min 12 s |
| 2 | Miguel Gual      | UE Sants      | m.t.            |
| 3 | Joaquim Olmos    | Chicles Tabay | + 15 min 43 s   |

|   | Cycliste         | Équipe   | Temps           |
| - | ---------------- | -------- | --------------- |
| 1 | Emilio Rodríguez | UE Sants | 8 h 20 min 01 s |
| 2 | Miguel Gual      | UE Sants | + 25 s          |
| 3 | Miguel Poblet    | UE Sants | + 8 min 53 s    |

### Étape 4. Figueres - Berga. 174,0 km
|   | Cycliste         | Équipe              | Temps           |
| - | ---------------- | ------------------- | --------------- |
| 1 | Miguel Gual      | UE Sants            | 5 h 41 min 09 s |
| 2 | Jérôme Dufromont | Fútbol de Sobremesa | + 1 min 46 s    |
| 3 | Emilio Rodríguez | UE Sants            | m.t.            |

|   | Cycliste         | Équipe              | Temps            |
| - | ---------------- | ------------------- | ---------------- |
| 1 | Miguel Gual      | UE Sants            | 14 h 01 min 35 s |
| 2 | Emilio Rodríguez | UE Sants            | + 1 min 21 s     |
| 3 | Jérôme Dufromont | Fútbol de Sobremesa | + 11 min 27 s    |

### Étape 5. Berga - la Seu d'Urgell. 159,0 km
|   | Cycliste            | Équipe          | Temps           |
| - | ------------------- | --------------- | --------------- |
| 1 | Pere Font           | Royal           | 5 h 28 min 30 s |
| 2 | Joaquim Filba       | C.C. Granollers | + 2 s           |
| 3 | Georges Aeschlimann | Gesarol         | + 25 s          |

|   | Cycliste            | Équipe   | Temps            |
| - | ------------------- | -------- | ---------------- |
| 1 | Emilio Rodríguez    | UE Sants | 19 h 37 min 51 s |
| 2 | Miguel Gual         | UE Sants | + 4 min 24 s     |
| 3 | Georges Aeschlimann | Gesarol  | + 10 min 51 s    |

### Étape 6. la Seu d'Urgell - Igualada. 177,0 km
|   | Cycliste         | Équipe              | Temps           |
| - | ---------------- | ------------------- | --------------- |
| 1 | Miguel Gual      | UE Sants            | 6 h 01 min 01 s |
| 2 | Jacques Geus     | Fútbol de Sobremesa | m.t.            |
| 3 | Emilio Rodríguez | UE Sants            | m.t.            |

|   | Cycliste            | Équipe   | Temps            |
| - | ------------------- | -------- | ---------------- |
| 1 | Emilio Rodríguez    | UE Sants | 25 h 38 min 32 s |
| 2 | Miguel Gual         | UE Sants | + 4 min 44 s     |
| 3 | Georges Aeschlimann | Gesarol  | + 11 min 17 s    |

### Étape 7. Igualada - Tortosa. 207,0 km
|   | Cycliste      | Équipe        | Temps           |
| - | ------------- | ------------- | --------------- |
| 1 | Miguel Poblet | UE Sants      | 7 h 01 min 25 s |
| 2 | Miguel Gual   | UE Sants      | m.t.            |
| 3 | Joaquim Olmos | Chicles Tabay | m.t.            |

|   | Cycliste            | Équipe   | Temps            |
| - | ------------------- | -------- | ---------------- |
| 1 | Emilio Rodríguez    | UE Sants | 32 h 23 min 02 s |
| 2 | Miguel Gual         | UE Sants | + 4 min 44 s     |
| 3 | Georges Aeschlimann | Gesarol  | + 11 min 17 s    |

### Étape 8. Tortosa - Tarragone. 208,0 km
|   | Cycliste        | Équipe              | Temps           |
| - | --------------- | ------------------- | --------------- |
| 1 | Miguel Gual     | UE Sants            | 7 h 47 min 20 s |
| 2 | Jacques Geus    | Fútbol de Sobremesa | m.t.            |
| 3 | Erich Ackermann | Gesarol             | m.t.            |

|   | Cycliste            | Équipe   | Temps            |
| - | ------------------- | -------- | ---------------- |
| 1 | Emilio Rodríguez    | UE Sants | 40 h 09 min 45 s |
| 2 | Miguel Gual         | UE Sants | + 5 min 21 s     |
| 3 | Georges Aeschlimann | Gesarol  | + 11 min 59 s    |

### Étape 9. Tarragone - Barcelone. 148,0 km
|   | Cycliste        | Équipe   | Temps           |
| - | --------------- | -------- | --------------- |
| 1 | Miguel Poblet   | UE Sants | 3 h 00 min 42 s |
| 2 | Miguel Gual     | UE Sants | m.t.            |
| 3 | Émile Freivogel | Gesarol  | + 4 min 58 s    |

|   | Cycliste            | Équipe   | Temps            |
| - | ------------------- | -------- | ---------------- |
| 1 | Emilio Rodríguez    | UE Sants | 44 h 51 min 05 s |
| 2 | Miguel Gual         | UE Sants | + 5 min 21 s     |
| 3 | Georges Aeschlimann | Gesarol  | + 11 min 59 s    |

## Classement final
| Pos. | Cycliste                   | Équipe               | Temps            |
| ---- | -------------------------- | -------------------- | ---------------- |
| 1    | Emilio Rodríguez (ESP)     | UE Sants             | 44 h 51 min 05 s |
| 2    | Miguel Gual (ESP)          | UE Sants             | + 5 min 21 s     |
| 3    | Georges Aeschlimann (SUI)  | Gesarol              | + 11 min 59 s    |
| 4    | Joaquim Filba (ESP)        | C.C. Granollers      | + 20 min 51 s    |
| 5    | Miguel Poblet (ESP)        | UE Sants             | + 37 min 44 s    |
| 6    | Jacques Geus (BEL)         | Fútbol de Sobremesa  | + 40 min 51 s    |
| 7    | Bernardo Capó (ESP)        | UE Sants             | + 43 min 09 s    |
| 8    | Gottfried Weilenmann (SUI) | Gesarol              | + 47 min 44 s    |
| 9    | Pere Font (ESP)            | Procedimientos Roval | + 53 min 52 s    |
| 10   | José Serra Gil (ESP)       | C.C. Barcelonès      | + 54 min 28 s    |

## Classement de la montagne
| Pos. | Cycliste         | Équipe   | Points |
| ---- | ---------------- | -------- | ------ |
| 1    | Emilio Rodríguez | UE Sants | 20     |
| 2    | Miguel Gual      | UE Sants | 12     |
| 3    | Pere Font        | Royal    | 10     |